# Gustave Zédé (U-Boot)
Die Gustave Zédé (Kennung: Q 2) war nach der Goubet I das zweite elektrisch angetriebene U-Boot der französischen Marine. Das Boot trug den Namen des Schiffskonstrukteurs und Pioniers des französischen U-Boot-Baus Gustave Zédé.

## Details
Nachdem die Marine die von Gustave Zédé und Henri Dupuy de Lôme entwickelte Gymnote, das erste französische einsatzfähige elektrisch betriebene U-Boot, erfolgreich getestet hatte, erteilte der Marineminister am 4. Oktober 1890 den Bauauftrag für einen wesentlich größeren Entwurf. Der ursprüngliche Name des Projektes war Sirène. Als Gustave Zédé im Jahre 1891 verstarb, wurde das U-Boot zu Ehren seines Konstrukteurs umbenannt. Zédés Nachfolger als Chefingenieur des Bauprojektes wurde sein Neffe Gaston Romazotti.
Das 48,5 m lange Einhüllenboot verdrängte 270 ts und war aus Bronze gefertigt. Die teure Legierung wurde als Material gewählt, um einer Korrosion durch Salzwasser vorzubeugen.
Erste Testfahrten zeigten dieselben Instabilitäten beim Abtauchen, die schon 1863 bei der Plongeur beobachtet wurden. Zur Trimmung wurden drei Paar Tiefenruder montiert, mit denen die Konstruktion erfolgreich stabilisiert werden konnte.
Des Weiteren wurde im Laufe der Erprobungen eine zusätzliche Decksverkleidung eingeführt, die dem U-Boot bei Überwasserfahrt eine höhere Seegängigkeit verlieh. Das war ein erster Schritt zum später entwickelten Zweihüllenboot.
Als Bewaffnung dienten zwei 450-mm-Whitehead-Torpedos. Das U-Boot besaß ein Torpedorohr, das einmal nachgeladen werden konnte.
Genauso wie die Gymnote wurde die Gustave Zédé sowohl über als auch unter Wasser rein elektrisch angetrieben. Als Energiequelle für den Elektromotor dienten Bleiakkumulatoren, die nur mit externer Hilfe aufgeladen werden konnten. Das U-Boot erreichte aufgetaucht eine Höchstgeschwindigkeit von 9,2 Knoten (17 km/h) und konnte getaucht bis zu 6,5 kn (12 km/h) schnell fahren.
Das U-Boot führte insgesamt über 2500 Tauchfahrten durch. Unter anderem fuhr es 41 Seemeilen (76 km) getaucht von Toulon nach Marseille. Die Marineführung war sehr zufrieden mit der Konstruktion und bestellte bei Romazotti ein weiteres U-Boot. Das Ergebnis war die Morse.
Die Gustave Zédé wurde 1909 aus dem Flottenregister gestrichen.